# Centro Helmholtz Múnich
Helmholtz Zentrum München  es miembro de la Asociación Helmholtz de Centros de Investigación Alemanes. Fue fundada en 1960 y es una empresa conjunta del Ministerio Federal de Educación e Investigación y el Ministerio Estatal de Finanzas y del Hogar de Baviera.

## Desarrollo de carrera
El Centro tiene una Escuela de Graduados de Helmholtz (HELENA) en cooperación con la Universidad Ludwig Maximilian de Munich (LMU) y la Universidad Técnica de Munich (TUM), y cinco Escuelas de Investigación de Helmholtz. Las escuelas ofrecen a los estudiantes de doctorado una investigación en profundidad en los campos de diabetes, pulmón y radiación, epigenética y ciencia de datos:
Helmholtz Graduate School Salud Ambiental (HELENA)
Escuela Internacional de Investigación Helmholtz para la Diabetes
Escuela Internacional de Investigación de Epigenética Helmholtz
CPC-Research School Lung Biology and Disease
Helmholtz Research School of Radiation Science
Escuela de Munich para ciencia de datos

## Enfoque de investigación
El Centro centra su investigación en cinco áreas clave:
- Salud metabólica
- Salud Ambiental
- Objetivos moleculares y terapias
- Programación y reparación de células
- Bioingeniería y Salud Digital

## Centros
| Instituto | Centro                                                                                       |
| --------- | -------------------------------------------------------------------------------------------- |
| 1         | Karlsruher Institüt für Technologie / Karlsruhe Institute of Technology                      |
| 2         | Forschungszentrum Jülich                                                                     |
| 3         | Deutsche Elektronen-Synchrotron DESY                                                         |
| 4         | German Cancer Research Center                                                                |
| 5         | Helmholtz Zentrum München Forschungszentrum für Umwelt und Gesundheit                        |
| 6         | Alfred Wegener Institut für Polar und Meeresforschung                                        |
| 7         | Helmholtz Centre Potsdam GFZ German Research Centre for Geosciences                          |
| 8         | Helmholtz Zentrum für Umweltforschung                                                        |
| 9         | Deutsches Zentrum für Luft- und Raumfahrt                                                    |
| 10        | GEOMAR Helmholtz-Zentrum für Ozeanforschung Kiel (Leibniz-Institut für Meereswissenschaften) |
| 11        | Helmholtzzentrum für Schwerionenforschung Darmstadt GSI                                      |
| 12        | Max Delbrück Center for Molecular Medicine                                                   |
| 13        | Helmholtz-Zentrum Berlin für Materialien und Energie                                         |
| 14        | Deutsches Zentrum für Neurodegenerative Erkrankungen                                         |
| 15        | Helmholtz-Zentrum Dresden-Rossendorf                                                         |
| 16        | Helmholtz-Zentrum Geesthacht Centre for Materials and Coastal Research                       |
| 17        | Helmholtz Zentrum für Infektionsforschung                                                    |
| 18        | Max Planck Institut für Plasmaphysik                                                         |